# Maripasoula
Pour les articles homonymes, voir Maripa.
Maripasoula [maʁipasula] est une commune française, située dans la collectivité territoriale unique de la Guyane, au cœur du parc amazonien de Guyane. Il s'agit de la plus grande commune de France en superficie. 
Avec une superficie de 18 360 km2, il s'agit de la commune la plus étendue de France, devant Régina (12 130 km2) et Camopi (10 030 km2) : son étendue est une fois et demi celle de la région Île-de-France, sa superficie fait pratiquement la taille de la Nouvelle-Calédonie (18 575,5 km2), archipel dont la Grande Terre est la plus grande île française en superficie. Plus de 90 % de sa surface fait partie du parc amazonien de Guyane. C'est également l'une des communes les moins densément peuplées de France. Son territoire est occupé par 99,9 % de forêt vierge amazonienne. La commune de Maripasoula est frontalière du Suriname et du Brésil.
Elle est peuplée majoritairement de personnes issues de l'ethnie Aluku (ou Boni). On y trouve également  des Amérindiens, des Créoles, des Surinamais, des Brésiliens, etc.

## Géographie

En rouge, le territoire communal de Maripasoula.

### Localisation
La commune se situe en Guyane, sur le continent sud-américain. Son point culminant est la montagne Bellevue de l'Inini, à 851 mètres d'altitude. Il s'agit de la commune la plus étendue de France, ainsi qu'une des moins densément peuplées. À titre de comparaison, la commune est de taille comparable à l'ancienne région Basse-Normandie. Sa superficie représente environ 21,2 % de celle de la Guyane, soit 18 360 km2.
Un peu au sud du bourg de Maripasoula se trouvent les villages amérindiens d'Antécume-Pata, d'Élahé, de Pidima, de Kayodé et de Talhuen, Twenke  (Kulumuli), situés dans une zone à accès réglementé.

### Communes limitrophes
Les communes limitrophes sont Régina, Saül, Camopi, Papaichton, Laranjal do Jari et Tapanahony (en).

### Topographie
- Montagne Bellevue de l'Inini (851 m).
- Mont Itoupé (830 m).
- Mont Mitaraka (670 m) à l'extrême sud, près de la frontière brésilienne.

### Climat
Le climat y est de type équatorial humide, type Af dans la classification de Köppen, durant toute l'année. Maripasoula enregistre une constance climatique remarquable, avec une température moyenne annuelle de 26,1 °C, une amplitude moyenne annuelle de seulement 1 °C, des records mensuels moyens de chaleur en octobre (température moyenne de 26,7 °C) et de fraîcheur en janvier (température moyenne de 25,6 °C).

### Hydrographie
Cours d'eau (affluents de la Lawa qui devient plus en aval le Maroni)
- Marouini ;
- Araoua ;
- Tampoc ;
- Grand Inini ;
- Petit Inini.

## Urbanisme

### Typologie
Maripasoula est une commune rurale, car elle fait partie des communes peu ou très peu denses, au sens de la grille communale de densité de l'Insee,,,. Elle appartient à l'unité urbaine de Maripasoula, une agglomération intra-départementale regroupant 1 commune et 8 423 habitants en 2022, dont elle est une ville isolée,.

### Voies de communication et transports
L'aérodrome de Maripasoula est situé à 3,5 km au nord du centre-ville de Maripasoula. Les compagnies Guyane Fly et Van air y assurent plusieurs rotations par jour permettant de relier Cayenne, Saint-Laurent-du-Maroni, Grand-Santi et Saül.
Il est impossible d'aller de Cayenne à Maripasoula par voie terrestre, ce qui donne une importance toute particulière à ces liaisons aériennes.
Il est également possible de rejoindre les communes de Grand-Santi, Apatou ou Saint-Laurent-du-Maroni en descendant le fleuve Maroni.
Une piste en terre d'environ 32 km a été aménagée pour permettre de relier Maripasoula à Papaichton par voie terrestre. Cette piste est depuis 2020 en cours d'être bitumée.

## Toponymie
Maripasoula tire son nom d'une espèce de palmier abondant dans la région: le maripa.
On peut donc traduire le nom « Maripa-Soula » comme « le saut des Maripa » (le terme « saut » désignant en Guyane les rapides d'une rivière).

## Histoire
- 1791-1860 : occupation de la zone par les Boni (Aluku).
- 1947 : fondation de Maripa-Soula.
- 1950 : devient centre administratif.
- 1968 : obtention du statut de commune de droit français sous le nom de Maripasoula.

## Politique et administration

### Liste des maires
| Période                                  | Période                   | Identité            | Étiquette | Qualité |
| ---------------------------------------- | ------------------------- | ------------------- | --------- | --- |
| Les données manquantes sont à compléter. |                           |                     |           | |
| 1969                                     | 1976                      | Robert Vignon       | UDR       | Haut fonctionnaire Sénateur de la Guyane (1962 → 1971) Conseiller général du canton d'Iracoubo (1961 → 1973)                                         |
| 1977                                     |                           | Guy Malidor         |           | Ancien pilote de ligne |
| mars 1983                                | mars 1989                 | Alexandre Duplessis |           | |
| mars 1989                                | août 1996                 | Antoine Abienso     | PSG       | Visiteur-enquêteur social Conseiller général du canton de Maripasoula (1985 → 1998)                                                                  |
| 1996                                     | mars 2014                 | Tobie Balla         | DVG       | Enseignant |
| mars 2014                                | En cours (au 26 mai 2020) | Serge Anelli        | DVG-GR    | 6e vice-président de la CC de l'Ouest guyanais (2014 → 2020) 4e vice-président de la CC de l'Ouest guyanais (2020 → ) Réélu pour le mandat 2020-2026 |

### Équipements publics
Mairie, bureau de poste, gendarmerie, police municipale, écoles, collège, futur lycée, camp militaire, aérodrome, centre de santé, office de tourisme de Maripasoula, pôle emploi, librairie, église, SDIS, hôtel, pharmacie, commerces de proximité.

## Démographie
L'évolution du nombre d'habitants est connue à travers les recensements de la population effectués dans la commune depuis 1961, premier recensement postérieur à la départementalisation de 1946. À partir de 2006, les populations de référence des communes sont publiées annuellement par l'Insee. Le recensement repose désormais sur une collecte d'information annuelle, concernant successivement tous les territoires communaux au cours d'une période de cinq ans. Pour les communes de plus de 10 000 habitants les recensements ont lieu chaque année à la suite d'une enquête par sondage auprès d'un échantillon d'adresses représentant 8 % de leurs logements, contrairement aux autres communes qui ont un recensement réel tous les cinq ans,.

En 2022, la commune comptait 8 423 habitants, en évolution de −34,19 % par rapport à 2016 (Guyane : +7,07 %, France hors Mayotte : +2,11 %).
| 1961 | 1967 | 1974 | 1982  | 1990  | 1999  | 2006  | 2011  | 2016   |
| ---- | ---- | ---- | ----- | ----- | ----- | ----- | ----- | ------ |
| 606  | 636  | 884  | 1 007 | 1 748 | 3 710 | 4 507 | 9 487 | 12 798 |

| 2021  | 2022  | - | - | - | - | - | - | - |
| ----- | ----- | - | - | - | - | - | - | - |
| 9 177 | 8 423 | - | - | - | - | - | - | - |

## Économie, vie sociale et criminalité
Les environs de Maripasoula sont riches en sites d'orpaillage. Constituant une porte d'entrée majeure sur le territoire français. Cette localité a été qualifiée de « Far West » par le préfet de Guyane du fait de l'insécurité ambiante liée à la présence des orpailleurs qui la fréquentaient en permanence dans les années 1990 et début 2000. Lors de la visite du président Emmanuel Macron en 2018, ce dernier lui décrit Maripasoula comme une « autre France ».
L'économie de la ville est intrinsèquement liée à son tissu social et associatif très développé. En soirée, notamment les rues s'animent dans une ambiance festive et chaleureuse et l'ensemble des habitants ont pour habitude de se rassembler dans les divers bars, restaurants et odéons de la commune.[réf. nécessaire]
Les productions fruitières et maraîchères domestiques et familiales constituent une part importante de l'économie agricole de la commune, la plupart des habitants cultivant une quantité importante de fruits et légumes tropicaux dans leurs jardins, destinées à leur consommation personnelle et à la vente.

## Culture locale et patrimoine

### Lieux et monuments
- Église Notre-Dame-de-la-Délivrance de Maripasoula. L'église est dédiée à Notre-Dame de la Délivrance.

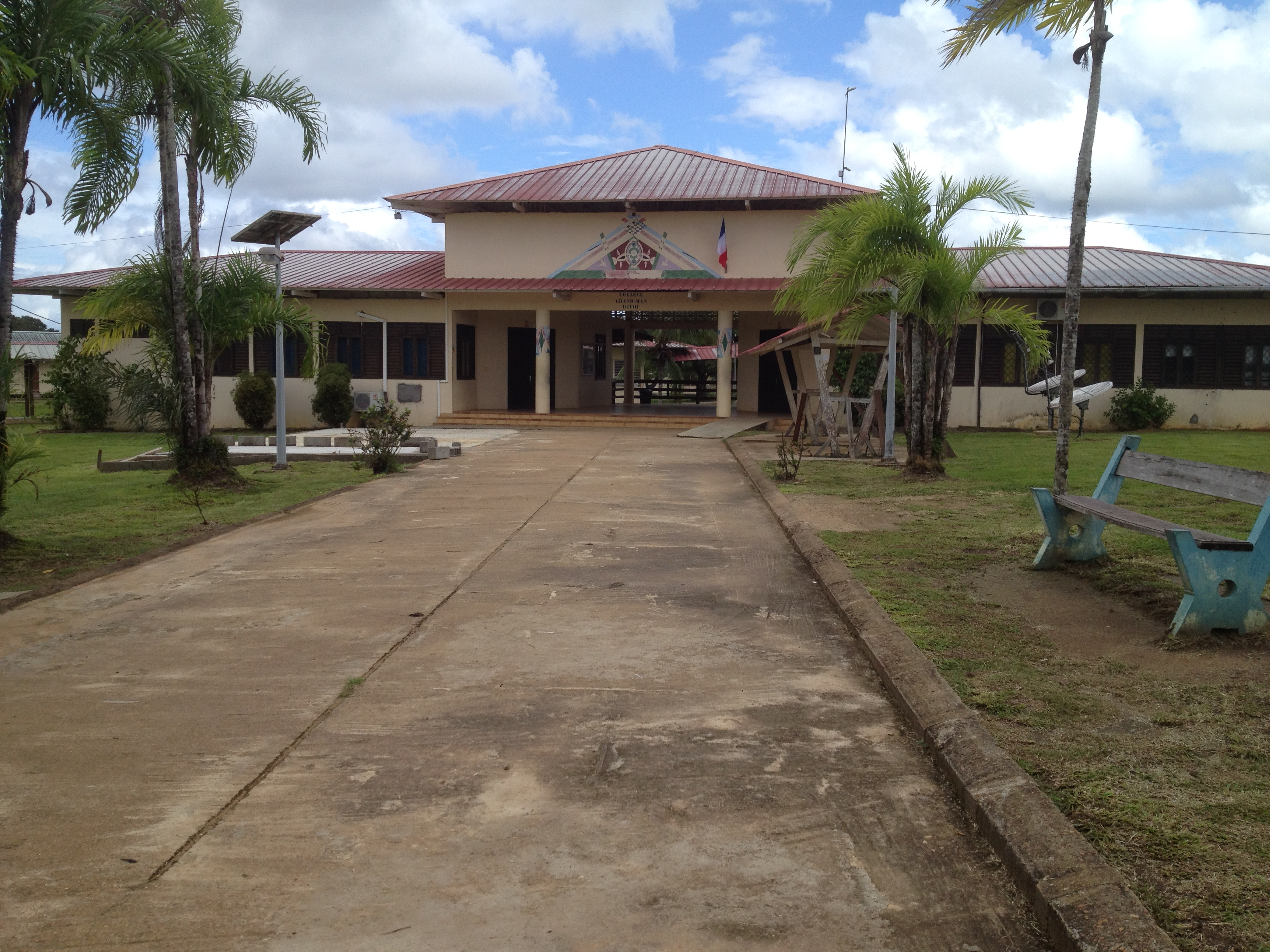
Collège Gran Man Difou.
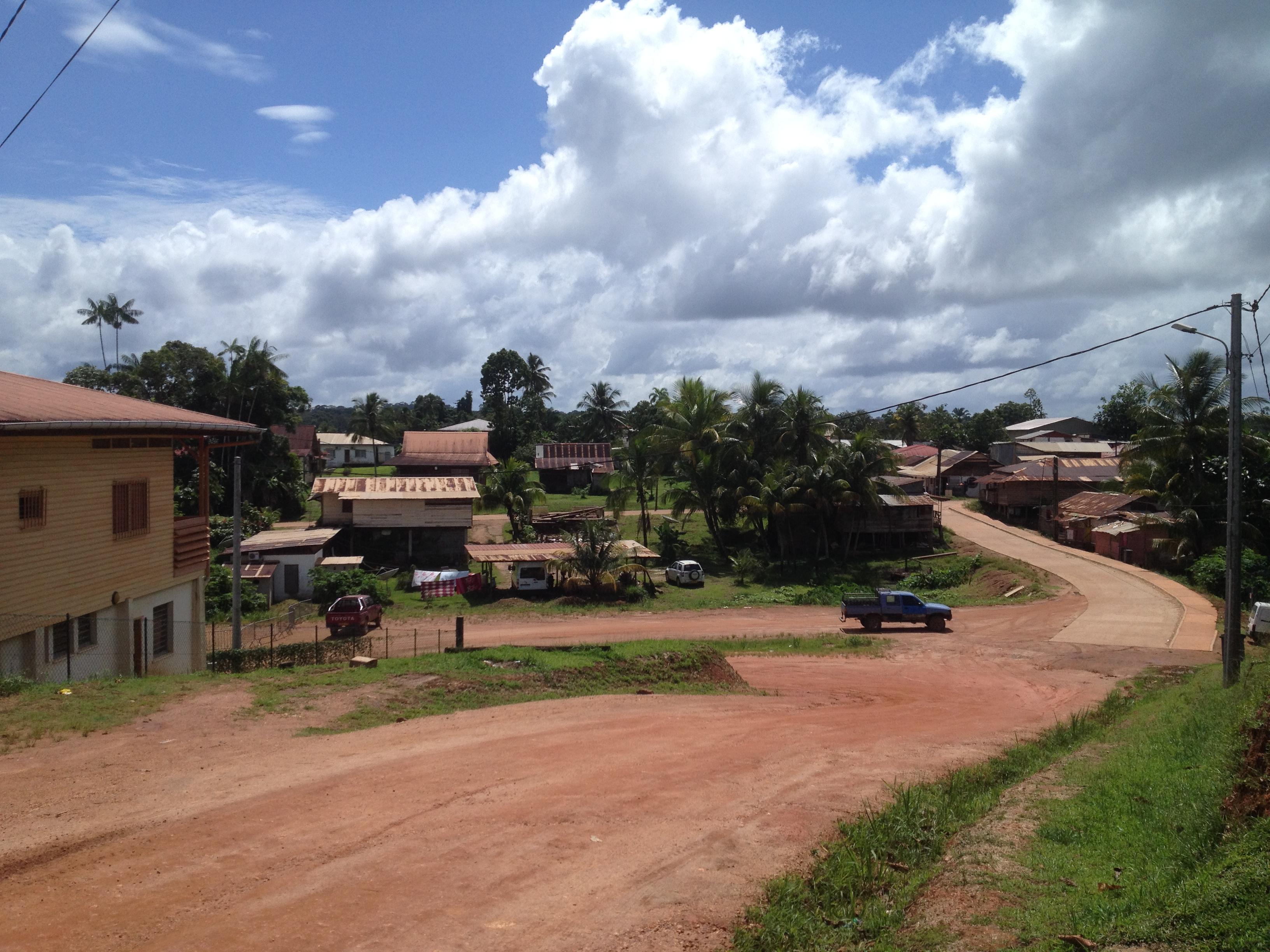
Centre ville.
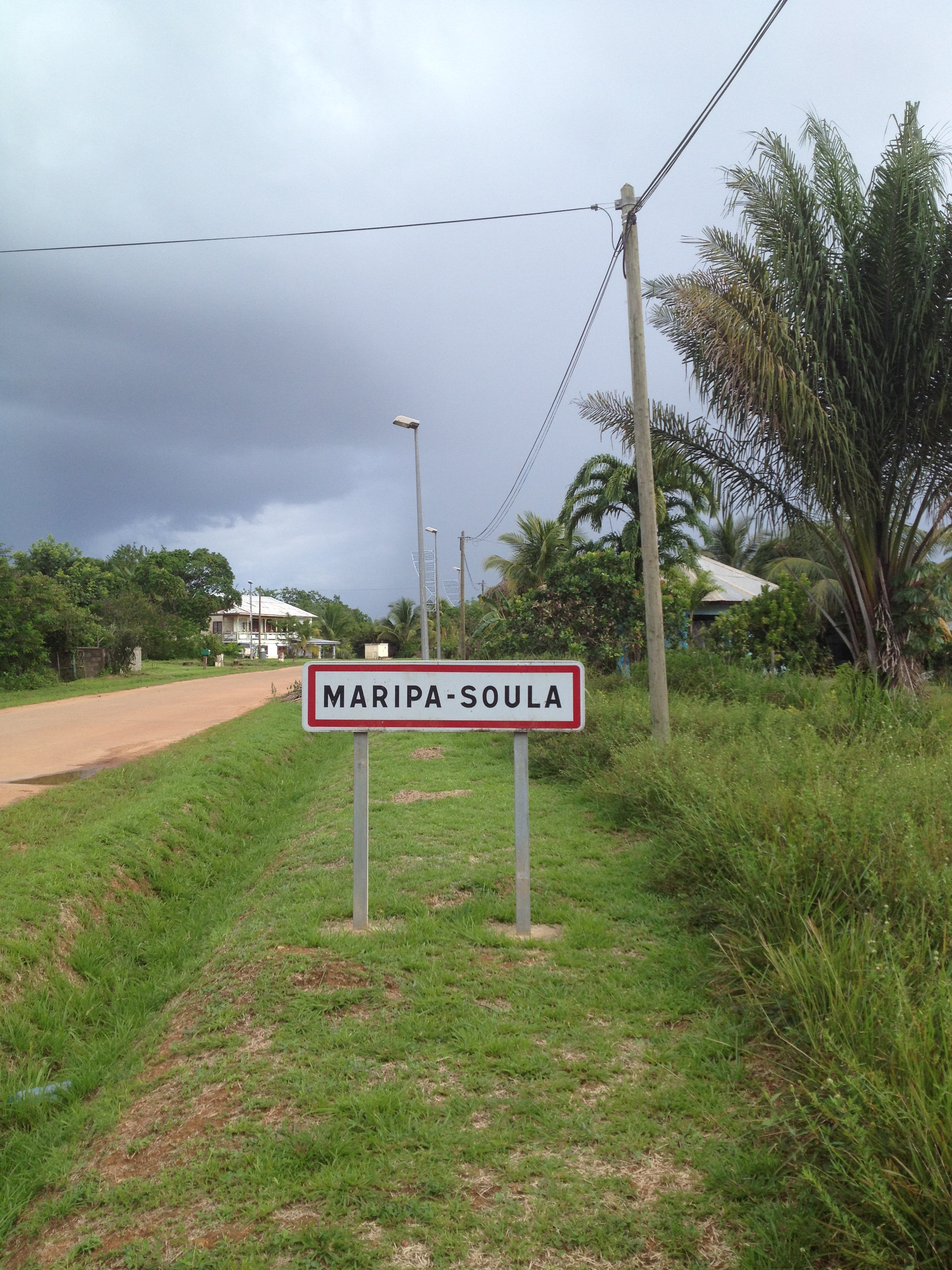
Entrée de l'agglomération.
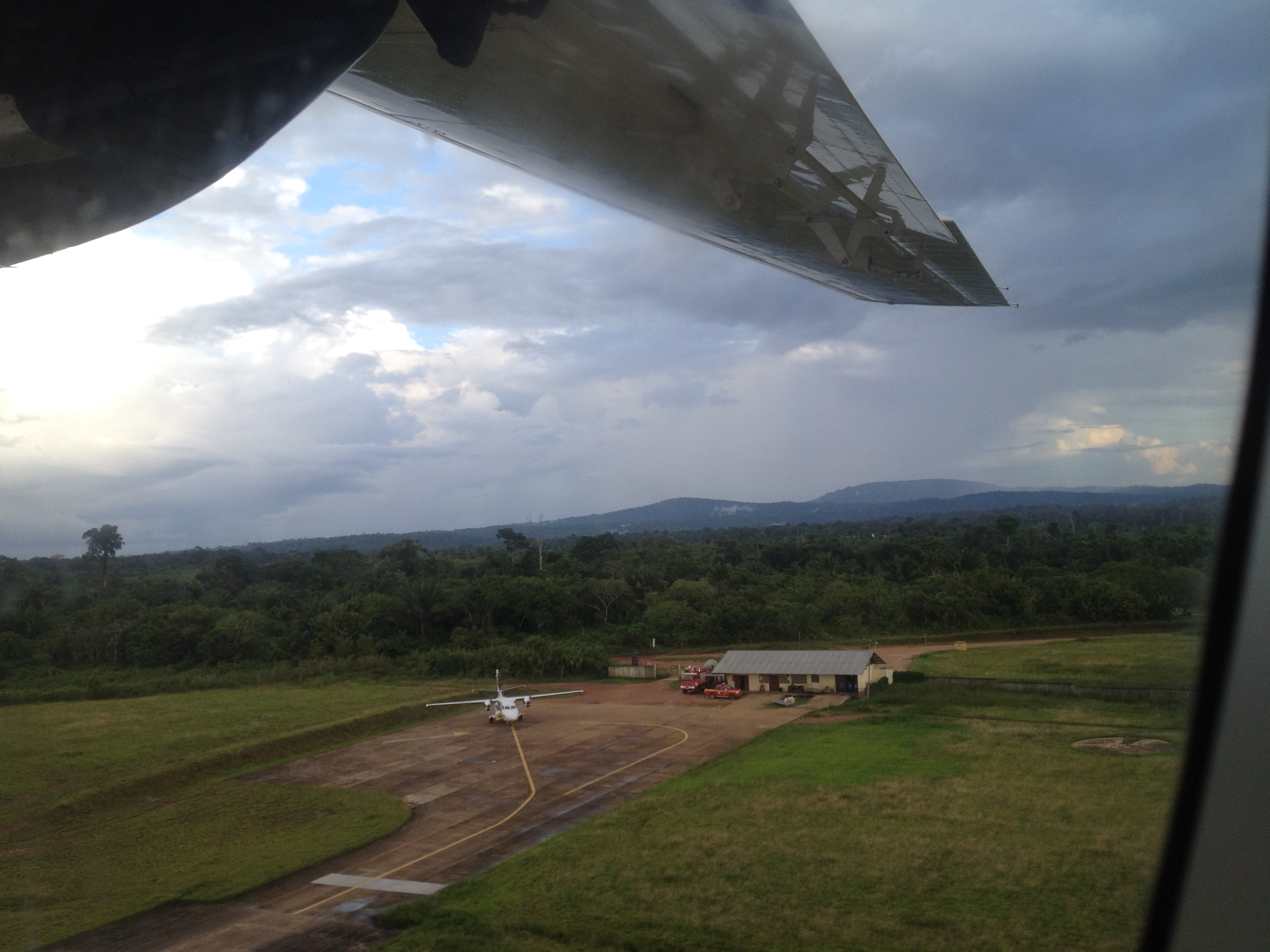
L'aérodrome.
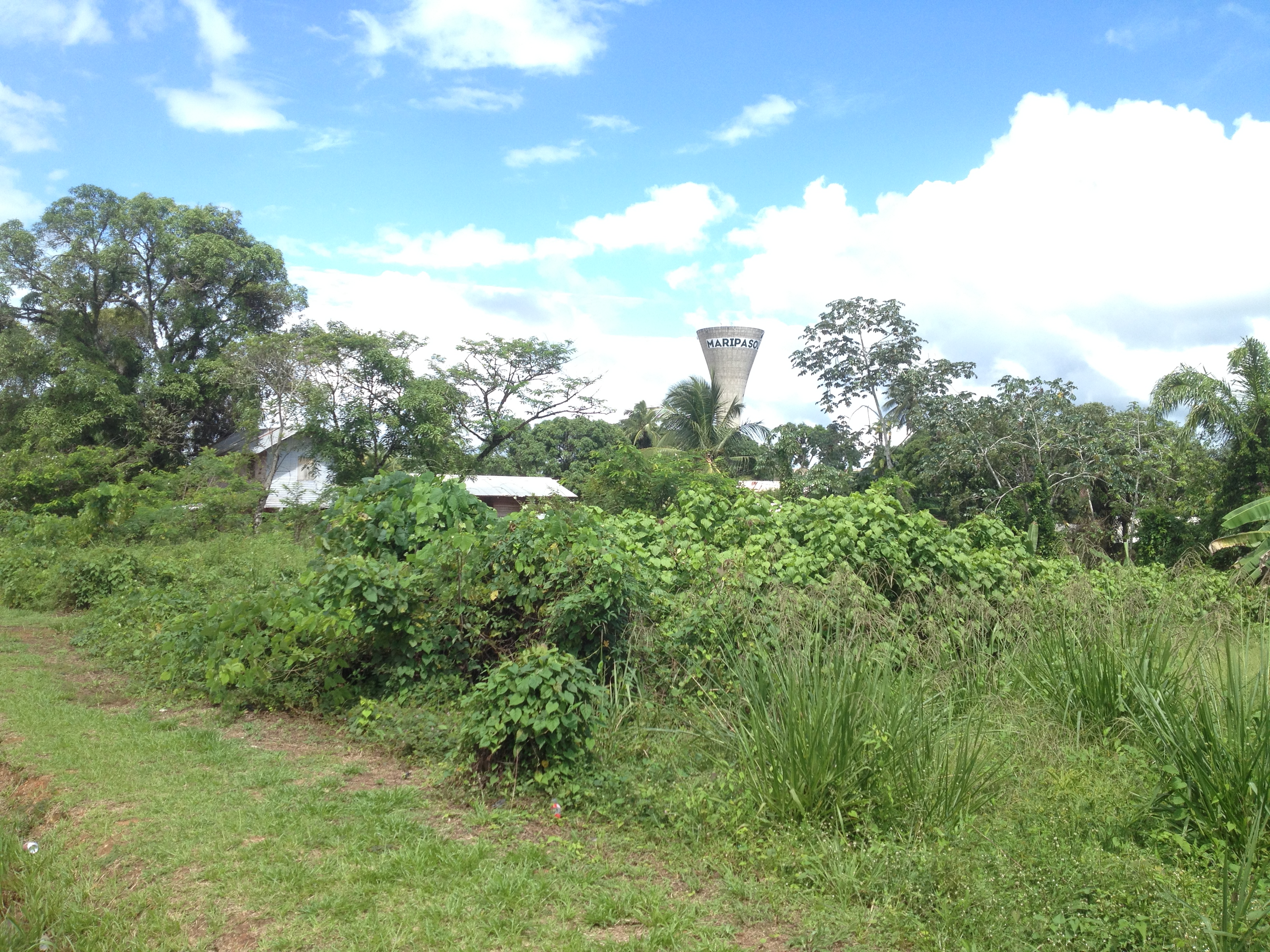
Le château d'eau.
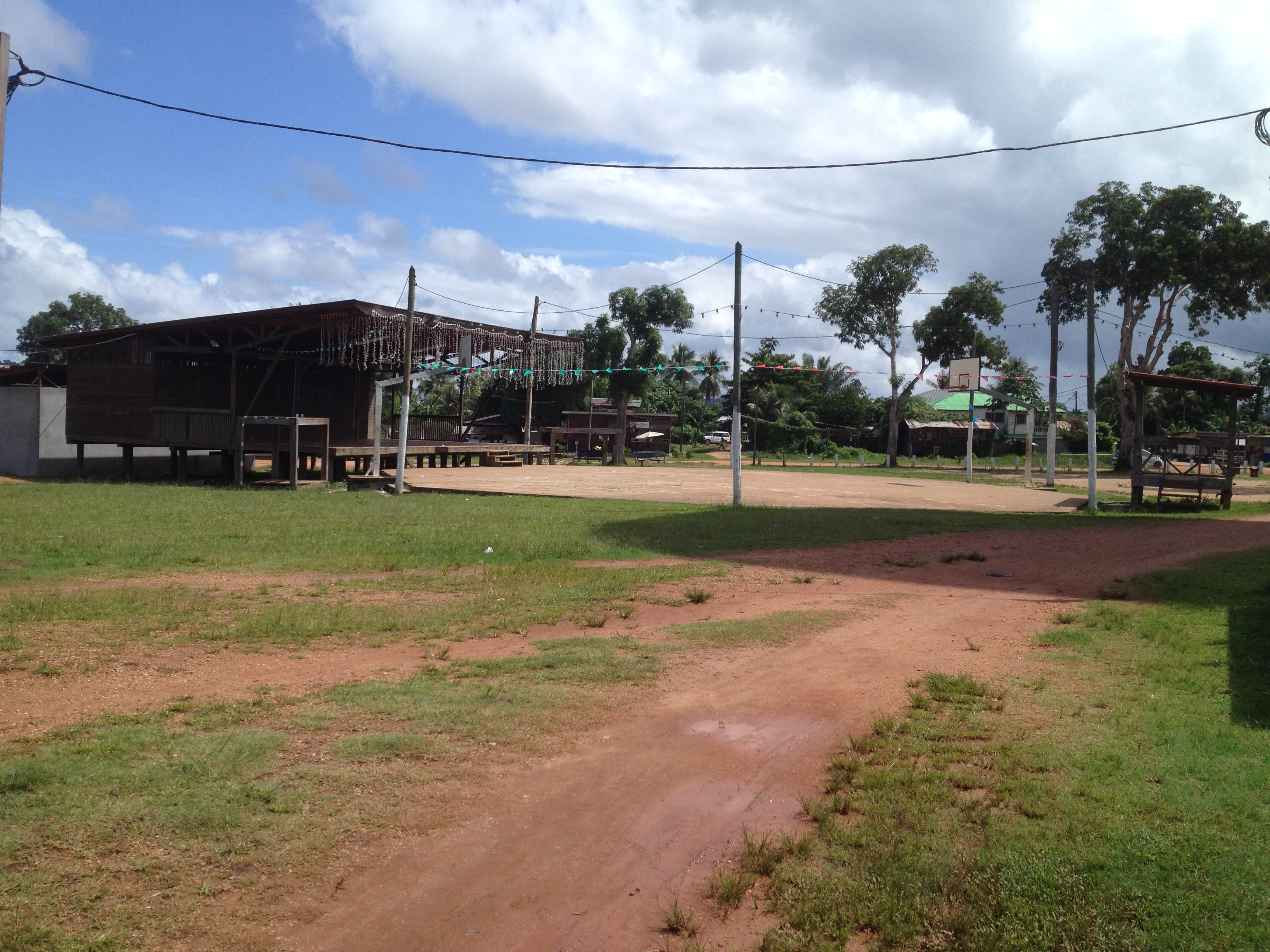
La place des Fêtes.
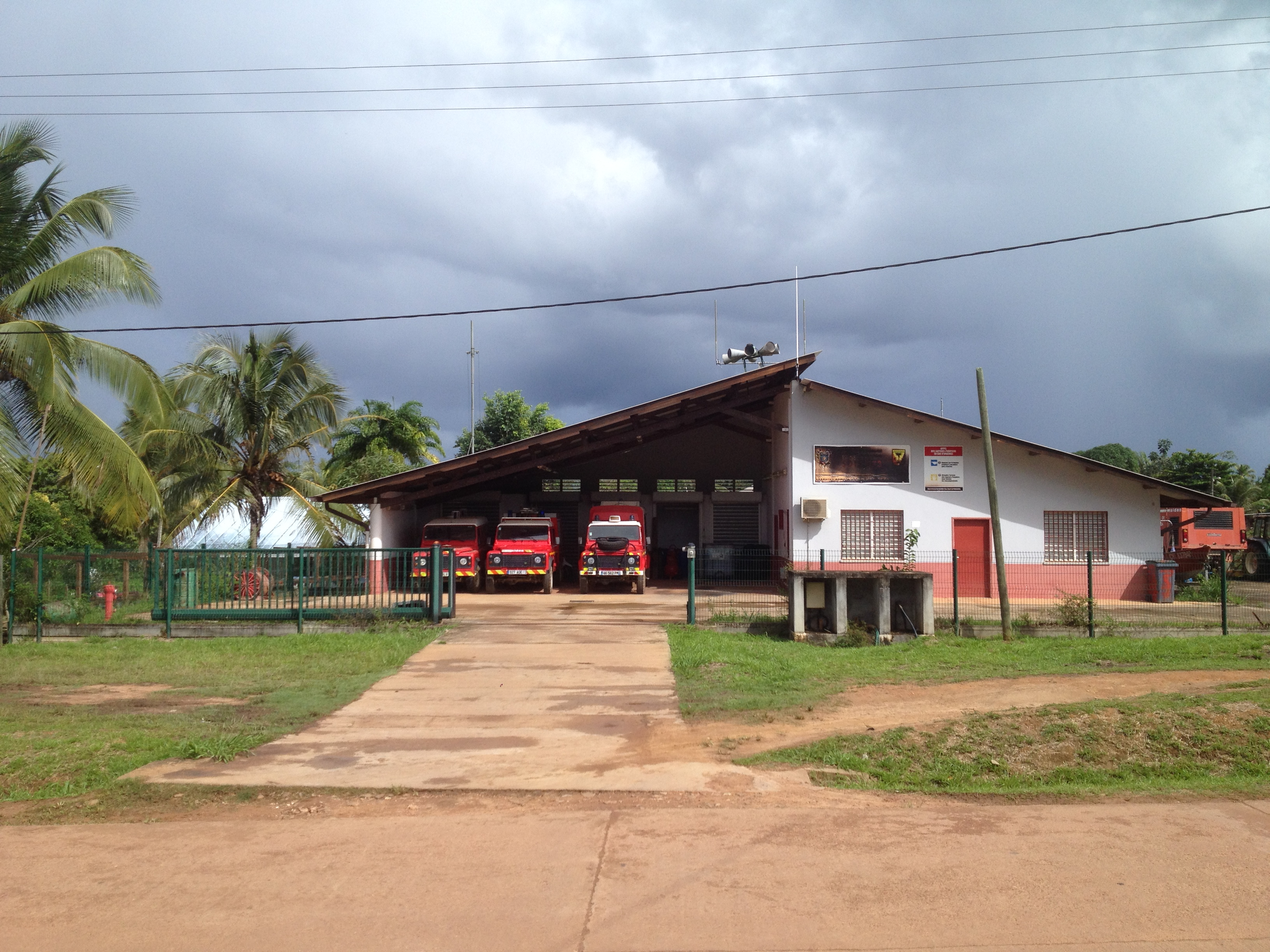
La caserne des pompiers.
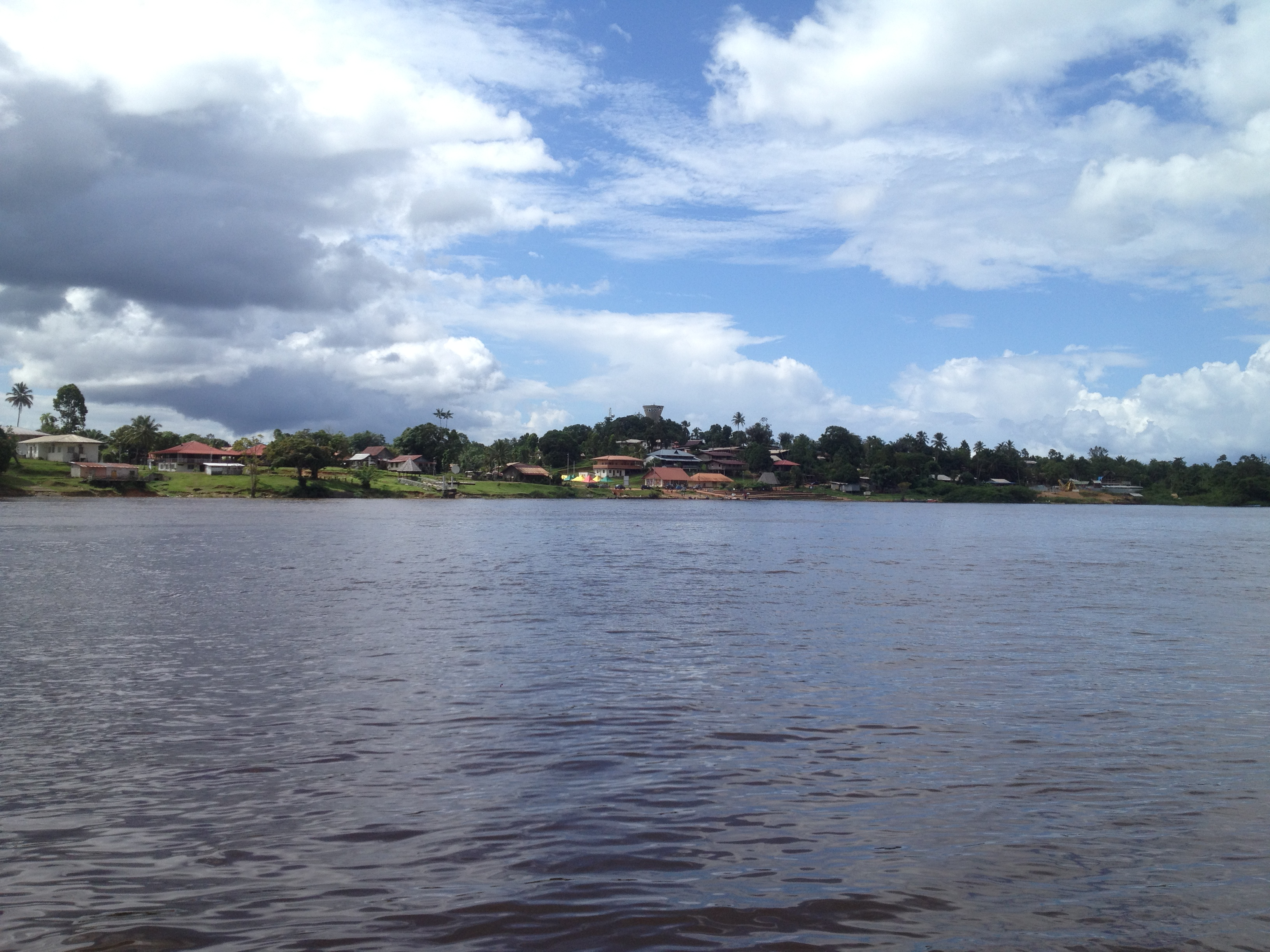
Maripasoula et la rivière Lawa, vue depuis le Surinam.
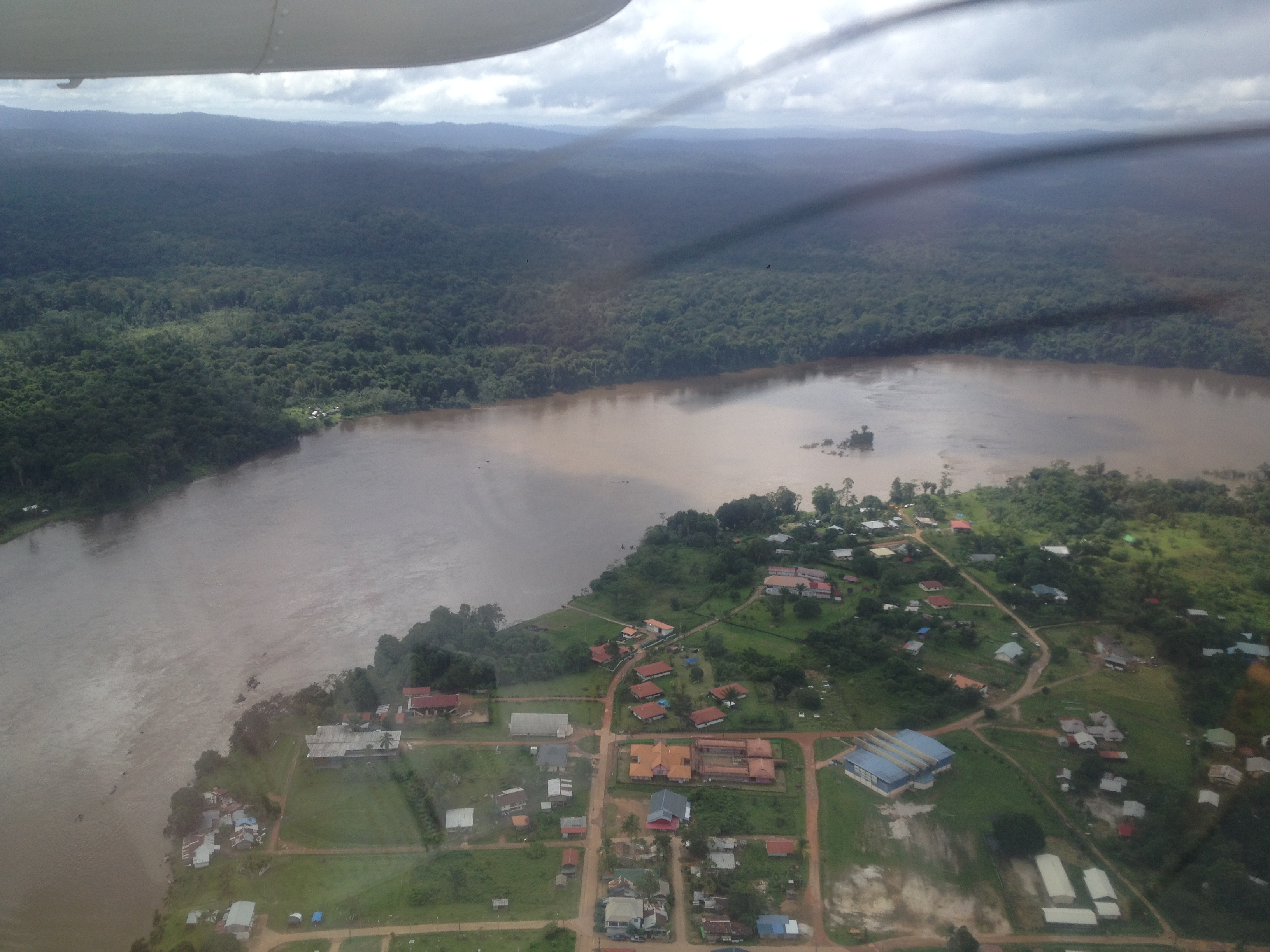
Vue aérienne des quartiers de l'extrémité nord de la ville.

### Personnalités liées à la commune
- Cyrille Regis, membre de l'équipe d'Angleterre de football de 1982 à 1987 est né à Maripasoula.